# Barwani (estat)

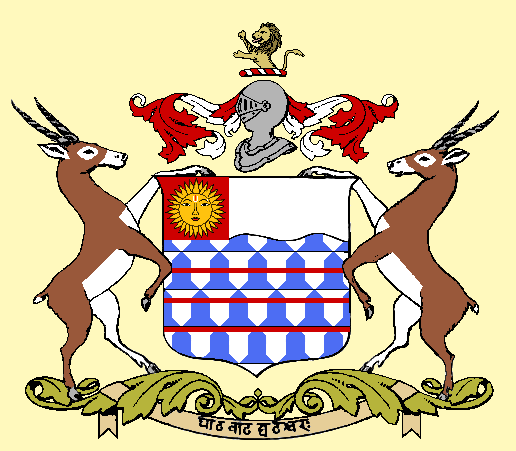
Escut

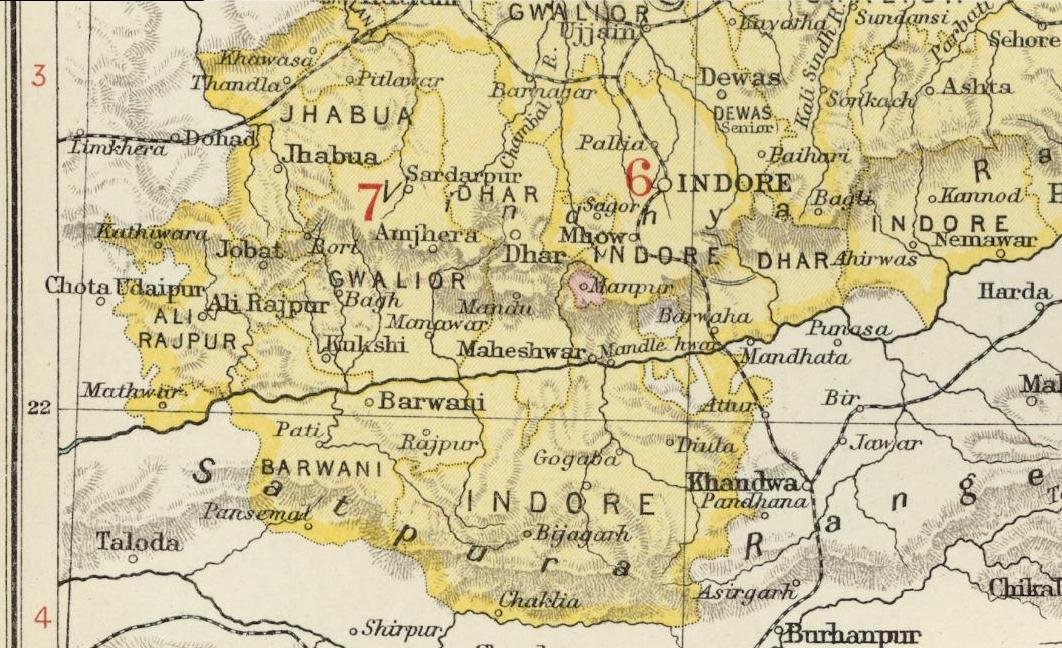
Barwani a un mapa de l' Imperial Gazetteer of India. 1909

Barwani fou un estat tributari protegit de l'Índia a l'agència Bhil i després agència Bhopawar de l'Índia central, a la riba esquerra del Narbada.

## Geografia
La capital era Barwani (ciutat) a uns 3 km al sud del Narbada, rodejada de doble miralla amb una rasa a la muralla exterior i una població de 5581 habitants el 1881 i 6.277 el 1901. A pocs quilòmetres (uns 10), a les muntanyes Bawangaja, hi ha uns temples jainistes. La superfície era de 3528 km² el 1881 i de 3051 km² el 1901, i la població el 1881 de 56.445 habitants, el 1891 de 80.266 i el 1901 de 76.136, en bona part bhils i més del 50% hindús, distribuïts en una ciutat i 299 pobles (333 pobles el 1901) i quasi tots hindús. El país tenia molta fusta i estava en bona part cultivat. Nombrosos rierols el regaven. Limitava al nord amb el principat de Dhar, al nord-est amb el d'Ali Rajpur; a l'est amb una part del d'Indore; i al sud i oest amb el districte britànic de Khandesh.

## Història
La dinastia governant era dels Sisòdia rajputs de Mewar, separats de la branca mare al segle XIV (al segle XI segons la tradició), sota el segon fill de Bapa Rawal. La seva capital llavors fou Avasgarh una fortalesa de muntanya a uns 15 km de Jalgum. Paras Ram, raja al segle XVI (suposat el 35è sobirà), es va oposar als imperials a Malwa i fou fet presoner i portat a Delhi on es va fer musulmà a canvi de poder recuperar el seu domini; en tornar es va recloure i fou succeït pel seu fill Bhim Singh que va construir una tomba del tipus islàmic pel seu pare, que encara existeix a Avasgarh o Awasgarh. Queden també restes d'alguns forts, sistemes de regs, mesquites i antigues viles que demostren una certa prosperitat, i que foren construïts pels oficials mogols del sarkar de Bijagarh de la suba de Malwa.
Vers el 1650 el sobirà Chandra Singh (el 41è) va traslladar la capital a Barwani. Amb el seu fill i successor Mohan Singh el poder dels rages va declinar i el país fou devastat pels marathes i reduït en superfície, conservant només una franja de les muntanyes Satpura de 125 km de llarg amb les terres baixes a cada costat, territoris poc saludables on es donava molt la malària; no obstant no van pagar tribut a cap sobirà.
El 1794 Rana Mohan Singh II va pujar al tron i governava quan Sir John Malcom va fer els arranjaments a Malwa; l'estat no pagava tribut però entregava 4000 rúpies a l'any pel manteniment del Malwa Bhil Corps; va morir el 1839 i el va succeir el seu fill Jaswant Singh; el 1860 el rana Jaswant Singh fou declarat incapacitat i el principat posat sota administració britànica fins a 1873 quan li fou restaurat; Jaswant va morir el 15 d'agost de 1880 i el va succeir el seu germà Indrajit Singh que no va governar gaire bé i va morir el 1894 sent susbtituit pel seu fill Ranjit Singh de només 6 anys.
El sobirà tenia dret a salutació de 9 canonades i el títol hereditari de rana. Segons les llistes locals hi va haver més de 50 ranes (52 fins al 1947) 

## Administració
L'estat estava dividit en quatre parganes cadascuna governada per un kamasddi, que eren: Anjad, Pansemal, Silawad i Rajpur. El rana tenia el control de tots els afers civils i pressupostaris, però en matèria criminal estava sotmès al codi penal indi per casos de més de set anys de presó i havien de ser confirmats per l'agent polític britànic. L'estat no pagava tribut ni rebia subsidis, excepte el pagament pel manteniment del Malwa Bhil Corps. La moneda de l'Índia Britànica es va introduir el 1892.
La bandera de l'estat era quadrada vermella amb una mitja lluna al cantó del pal i un sol en esplendor amb rajos de flama curts al cantó superior del vol, i una daga vertical al centre de la part inferior, totes les figures en blanc.
L'estendard del rana era quadrat vermell amb una daga al cantó (en daurat) i a la part inferior una gran mitja lluna i un sol amb rajos de flama curts també daurats.
L'escut eren vers d'azure i plata, i sobre el tot tres franges horitzontals de gules; en un quadre de gules amb un sol amb rostre, daurat, i la resta camp de plata acabat per sota amb ones. A sobre elm de plata (llambrequins daurats) i sobre ell un mig lleó rampant de gules en una branca també de gules, mirant a la dreta; els suports eren dos cérvols marrons de corns negres. El lema "Ghat wat dateswar" (Mestre dels passos, camins i fermes) en daurat sobre cinta de gules amb suport daurat; sota la cinta la llegenda Barwani Raj (Regne de Barwani) en daurat; i sobre el conjunt Barwani State C.I. en vermell.
L'escut reial era de tres divisions horitzontals amb nou escudets (4-4-1) de gules, amb disc de plata amb branca de fulles verdes; en cap al cantó un quadre de gules amb un sol daurat en esplendor i amb rostre. L'escut tenia vora vermella. Elm de plata a sobre amb llambrequins de gules; sobre l'elm un semilleó rampant en una barra, tot de gules. Els suportes eren dos cérvols marrons amb corns negres. El lema "Ghat wat dateswar" (Mestre dels passos, camins i fermes) en vermell sobre cinta daurada amb suport vermell.

## Llista de sobirans
- Limji Singh 1617 - 1640 (Rana d'Avasgarh)
- Chandra Singh (fill) 1640 - 1670, Rana d'Avasgarh, va establir la capital a Sidhanagar, rebatejada Barwani.
- Sur Singh (fill) 1670 - 1675
- Jodh Singh (germà) 1675 - 1700
- Parbat Singh (fill) 1700 - 1708
- Mohan Singh I (germà de Jodh Singh) 1708 - 1730
- Anup Singh (fill) 1730 - 1760
- Umed Singh (fill) 1760 - 1794
- Mohan Singh (fill) II 1794 - 1839
- Jashwant Singh (fill) 1839 - 1861
- Vacant (administració britànica) 1861 - 1873
- Jashwant Singh (restaurat) 1873 - 1880
- Indrajit Singh (germà) 1880 - 1894
- Ranjit Singh (fill) 1894 - 1930
- Devi Sahib Singhji (fill) 1930 - 1947